# アントン・ウォーレン
アントン・ウォーレン（Antone Warren、1993年2月26日 - ）はアメリカ合衆国出身の男子バスケットボール選手。アンテロープ・バレー大学でプレー。2017年のNBAドラフト(en)に参加した。

## 来歴
ケンタッキー州ルイビルにあるFern Creek高校を卒業後、イリノイ州のKankakee Community Collegeにて1年生を過ごした。
次の年、テネシー州GallatinのVolunteer State Community Collegeでは停学のため学校の代表チームではプレーをしなかった。
その後、カリフォルニア州ランカスターにあるアンテロープ・バレー大学へ移り、2年生の時の2016-17シーズンは33試合に出場、28試合で先発し、平均11.4得点、7.4リバウンド、平均出場時間17.2分を記録した。
彼は2017年の大学3年生でのナンバーワンのセンターとなり、プロを目指すため、その後の大学の資格を諦め、2017年のNBAドラフトに登録した。しかしどのチームにも指名されなかった。
2018-19シーズン、日本の鹿児島レブナイズと契約。チーム公式の愛称は「エース」。

## 個人成績
| シーズン   | チーム           | GP | GS | MPG | FG% | 3P% | FT% | RPG | APG | SPG | BPG | TO | PPG |
| ---------- | ---------------- | -- | -- | --- | --- | --- | --- | --- | --- | --- | --- | -- | --- |
| B3 2018-19 | 鹿児島レブナイズ |    |    |     |     |     |     |     |     |     |     |    |     |